# Arthrosaura reticulata
Espèce
Synonymes
- Cercosaura reticulata O’Shaughnessy, 1881
- Leposoma picticeps Cope, 1886
- Arthrosaura amapaense Cunha, 1967

Arthrosaura reticulata (Lézard à Feuille) est une espèce de sauriens de la famille des Gymnophthalmidae.

## Répartition
Cette espèce se rencontre en Colombie, au Venezuela, en Équateur, au Pérou, en Bolivie et au Brésil au Mato Grosso, au Rondonia, en Amazonas, au Pará et en Amapá.

## Publication originale
- O'Shaughnessy, 1881 : An account of the collection of lizards made by Mr. Buckley in Ecuador, and now in the British Museum, with descritions of the new species. Proceedings of the Zoological Society of London, vol. 1881, p. 227-245 (texte intégral).